# Temple de Pawon

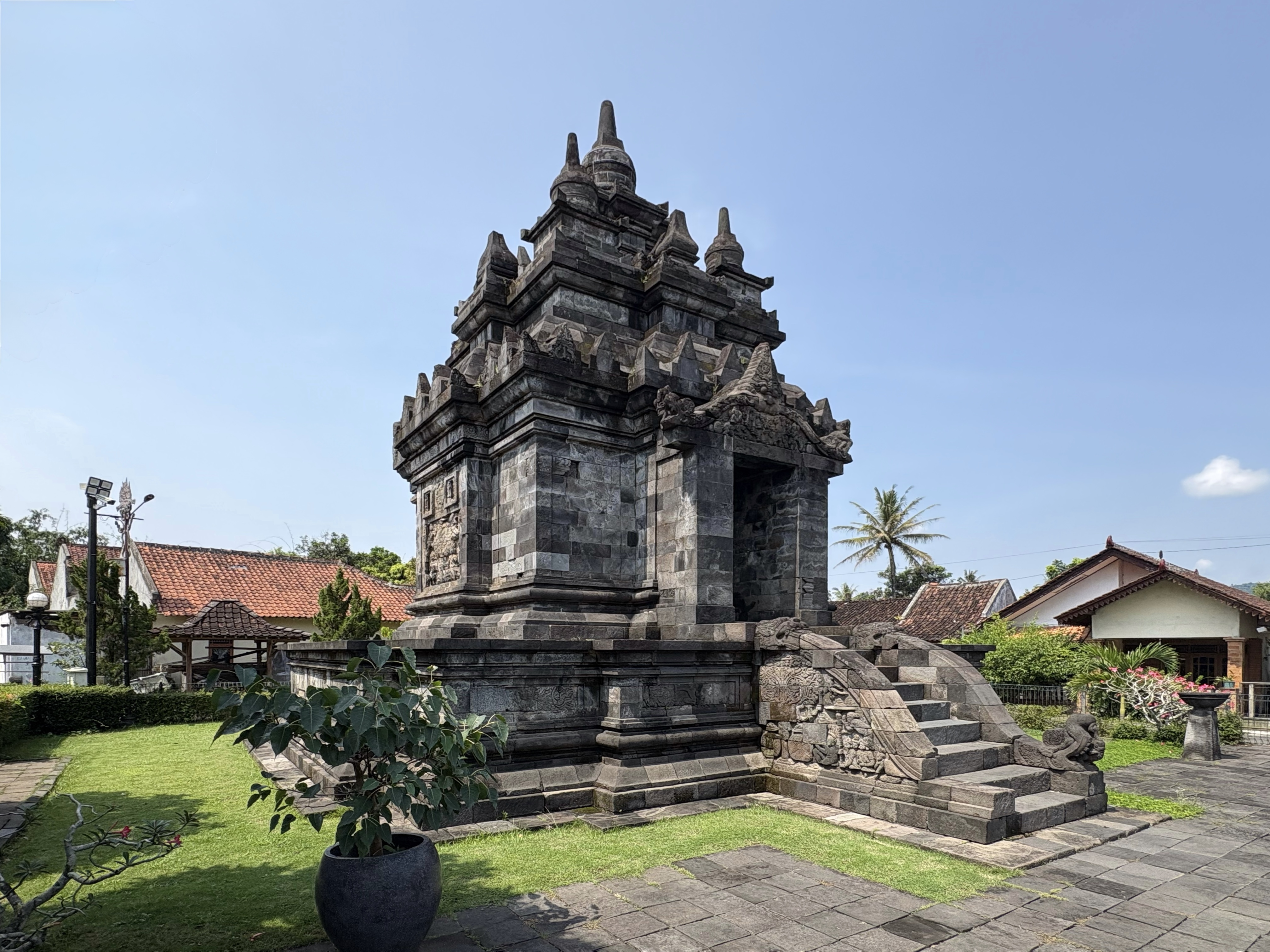
Pawon

Le temple de Pawon ou Candi Pawon est un temple bouddhiste situé à 1,5 kilomètre à l'ouest du  temple de Mendut et à l'est de celui de Borobudur dans le centre de l'île de Java en Indonésie. Pawon est situé au centre exact d'une ligne droite allant de Borobudur à Mendut.
Chaque année, lors de la pleine lune de mai ou juin, des bouddhistes d'Indonésie et de l'étranger y célèbrent le Waisak, nom indonésien du Vesak, qui commémore la naissance, la mort et le moment où le Bodhisattva atteignit la sagesse suprême pour devenir Bouddha. Le Waisak est un jour férié officiel en Indonésie. La cérémonie culmine en une procession au flambeau qui va du temple de Mendut  à Pawon pour finir à Borobudur.

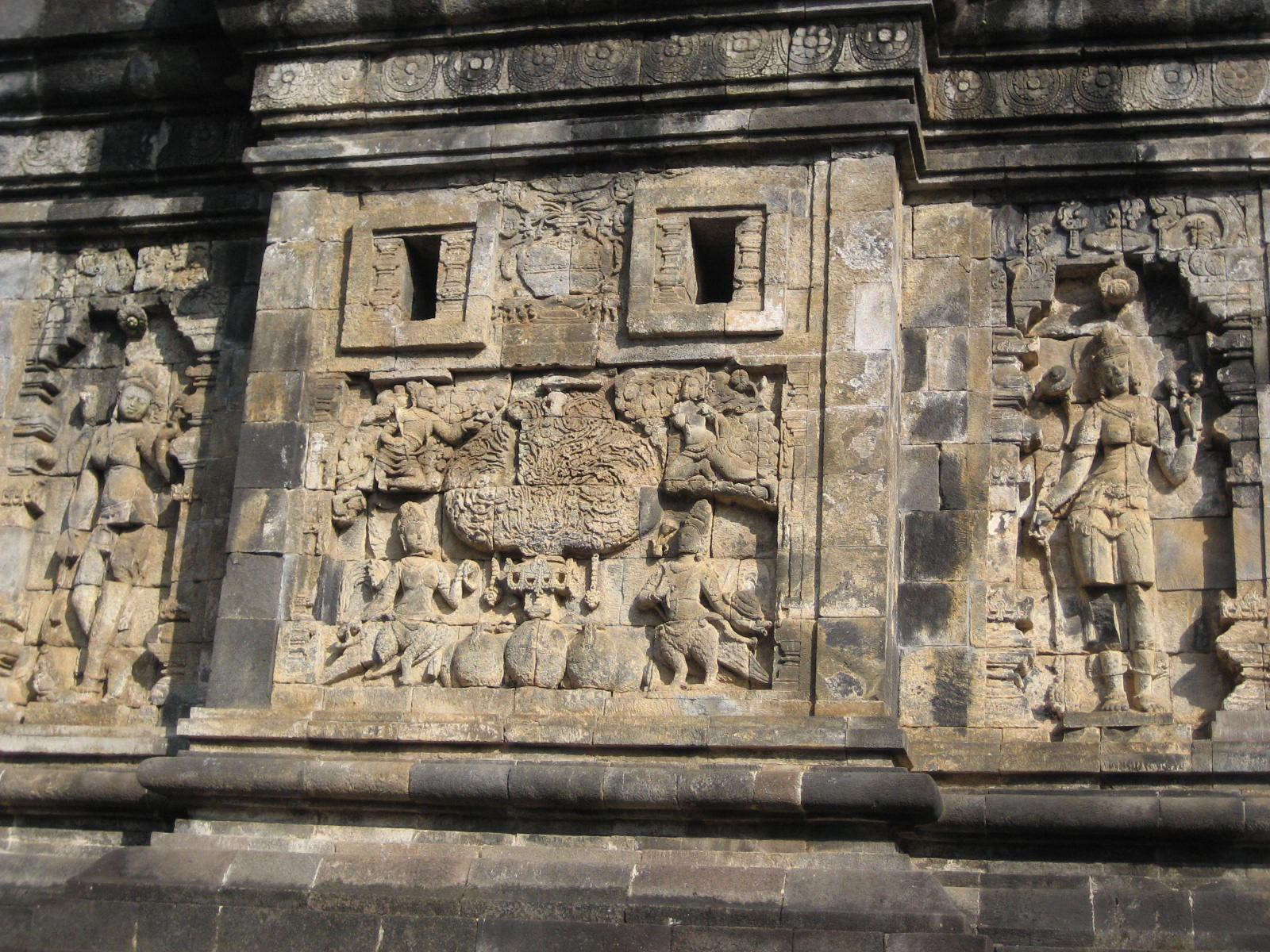
Kinnara, kinnari, apsara et devata veillant sur l'arbre Kalpataru (mur extérieur du temple).

## Article connexe

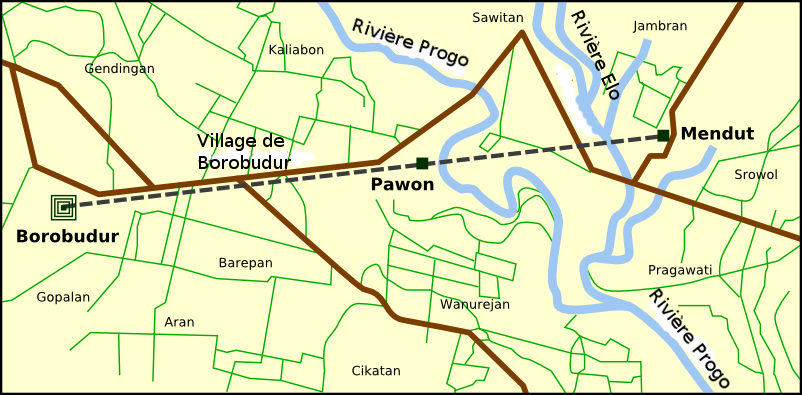
Alignement de la triade Borobudur-Pawon-Mendut